# 何塞·路易斯·森特利亚
何塞·路易斯·森特利亚·戈麦斯（1958年7月31日—）是一名西班牙共产主义政治家，前任西班牙共产党中央委员会总书记。在2018年4月8日西班牙共产党第二十次代表大会的最后一次会议中，恩里克·圣地亚哥当选总书记，森特利亚任西班牙共产党主席。

## 政治活动
森特利亚在20世纪80年代末曾是马拉加省贝纳尔马德纳市议会的议员，90年代担任西班牙眾議院马拉加选区议员，直到2004年离任。从2002年开始担任安达卢西亚共产党总书记。
2009年11月6日至8日，森特利亚在西班牙共产党第十八次代表大会中成功当选总书记。
2010年4月6日，应中国共产党的邀请，森特利亚率领西班牙共产党代表团访华，与时任中共中央政治局常委、中央纪委书记贺国强在北京人民大会堂举行了会谈。他在记者采访时强调，他此次访问的目的主要是验证两党之间的共同点，并保持两党在今后的经常性互访。